# Maciej Górski (zawodnik MMA)
Maciej Górski (ur. 12 października 1983 w Koninie) – polski karateka oraz zawodnik mieszanych sztuk walki (MMA) wagi lekkiej, zawodowy mistrz świata w karate full contact w wadze lekkiej z 2008 roku, wielokrotny mistrz i wicemistrz Polski w różnych odmianach karate, triumfator turnieju MMA KSW Extra z 2008 roku oraz finalista turnieju KSW 15 z 2011 roku.

## Kariera w karate
Pierwszym większym osiągnięciem Górskiego w karate było wygranie Pucharu Polski Karate WKF w 1999 roku. Rok później na mistrzostwach Polski Karate WKF zdobył III miejsce w kategorii juniorów (70 kg). W 2004 roku dwukrotnie wygrywał Puchar Polski w zawodach karate semi-contact oraz karate light-contact. W latach 2005−2008 był tryumfatorem wielu zawodów karate w Polsce i na świecie, zdobył m.in. mistrzostwo świata w karate semi-contact, light-contact − oba w limicie 70 kg, mistrzostwo świata w karate full-contact w limicie 65 kg oraz zawodowe mistrzostwo świata w karate full-contact w wadze lekkiej.

## Kariera MMA

### Początki w KSW i WFC
Swój debiut w formule MMA zanotował 3 czerwca 2006 roku na gali KSW 5. Wygrał wtedy przez techniczny nokaut w pierwszej rundzie.
13 września 2008 roku wystartował w turnieju wagi lekkiej na gali KSW Extra w Dąbrowie Górniczej. Górski wygrał dwa pojedynki kolejno z Mariuszem Pioskowikiem przez TKO, następnie z doświadczonym Jędrzejem Kubskim przez decyzję sędziowską i tym samym wygrał turniej wagi lekkiej. W marcu 2010 zwyciężył Szwajcara Ivana Musardo, na gali WFC 10.

### Kariera od 2010 roku i turniej wagi lekkiej
18 września 2010 roku na KSW 14 ponownie wystartował w turnieju wagi lekkiej. Jego pierwszym przeciwnikiem był Japończyk Kazuki Tokudome. Górski znokautował przeciwnika wysokim kopnięciem w głowę oraz pięściami. Drugim przeciwnikiem był Michał Mankiewicz. Po dwurundowym pojedynku sędziowie orzekli zwycięstwo Górskiego. Finał turnieju odbył się 19 marca 2011 roku na gali KSW 15. Przeciwnikiem Górskiego był fin Niko Puhakka. Górski został zmuszony do poddania się w drugiej rundzie przez duszenie trójkątne rękoma i tym samym przegrał finałową walkę o turniejowy pas wagi lekkiej. Po walce Górski zapowiedział koniec zawodowej kariery zawodnika MMA.

### Po KSW
20 sierpnia 2011 roku Górski zadeklarował wznowienie swojej kariery. Trzy dni później potwierdził wcześniejsze zapowiedzi i 5 listopada 2011 roku wystąpił na gali MMA Attack 1. Polak przegrał po dogrywce niejednogłośną decyzją sędziów z Kostarykańczykiem, Juanem Barrantes.

## Osiągnięcia

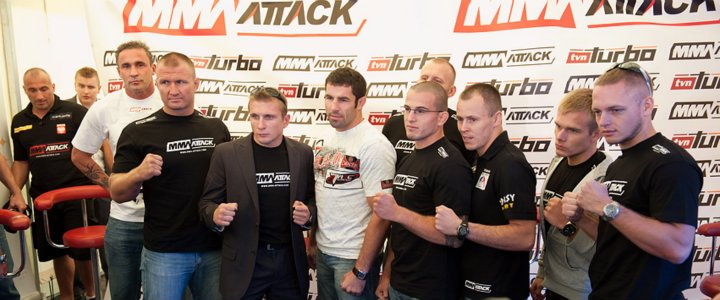
Konferencja prasowa przed galą MMA Attack. Maciej Górski piąty od lewej

### Mieszane sztuki walki
- 2011: KSW 15 − finalista turnieju wagi lekkiej
- 2008: KSW Extra − 1. miejsce w turnieju wagi lekkiej (-70 kg)

### Karate
- 2008: zawodowy mistrz świata Karate full-contact wagi lekkiej
- 2006: mistrz świata karate full-contact (65 kg)
- 2006: wicemistrz świata karate semi-contact (65 kg)
- 2006: mistrz Europy karate full-contact (70 kg)
- 2006: wicemistrz Europy karate light-contact (70 kg)
- 2006: wicemistrz Europy karate semi-contact (70 kg)
- 2006: wicemistrz Wielkiej Brytanii light-contact (70 kg)
- 2006: wicemistrz Wielkiej Brytanii semi-contact (70 kg)
- 2005: III miejsce drużynowo European Central Cup
- 2005: zdobywca III miejsca XXV mistrzostw Polski Karate WKF (65 kg)
- 2005: wicemistrz Polski karate semi-contact (70 kg)
- 2005: wicemistrz Polski karate shotokan (waga open)
- 2005: mistrz świata karate semi-contact (70 kg)
- 2005: mistrz świata karate light-contact (70 kg)
- 2005: mistrz Europy karate semi-contact (70 kg)
- 2005: wicemistrz Europy karate light-contact (70 kg)
- 2005: wicemistrz Polski karate (65 kg)
- 2005: międzynarodowy akademicki mistrz Polski karate (65 kg)
- 2005: mistrz Polski uczelni wyższych karate (65 kg)
- 2004: zdobywca Pucharu Polski karate semi-contact (70 kg)
- 2004: zdobywca Pucharu Polski karate light-contact (70 kg) oraz Pucharu dla najlepszego technika i zawodnika turnieju

## Lista zawodowych walk MMA
| Wynik     | Bilans | Przeciwnik (bilans przed walką) | Rozstrzygnięcie                          | Runda | Czas | Rozgrywki                       | Data       | Miejsce          | Uwagi                             |
| --------- | ------ | ------------------------------- | ---------------------------------------- | ----- | ---- | ------------------------------- | ---------- | ---------------- | --------------------------------- |
| Przegrana | 10-7   | Sebastian Romanowski (9-4-1)    | TKO (ciosy pięściami)                    | 2     | 4:20 | XCage 7 / PLMMA 50              | 13.03.2015 | Toruń            |                                   |
| Przegrana | 10-6   | Juan Barrantes (8-6)            | Decyzja (niejednogłośna)                 | 3     | 3:00 | MMA Attack 1                    | 05.11.2011 | Warszawa         |                                   |
| Przegrana | 10-5   | Niko Puhakka (21-11)            | Poddanie (duszenie trójkątne rękoma)     | 2     | 3:20 | KSW 15: Współcześni Gladiatorzy | 19.03.2011 | Warszawa         | Finał turnieju wagi lekkiej       |
| Wygrana   | 10-4   | Michał Mankiewicz (4-0)         | Decyzja (jednogłośna)                    | 2     | 5:00 | KSW 14: Dzień Sądu              | 18.09.2010 | Łódź             | Półfinał turnieju wagi lekkiej    |
| Wygrana   | 9-4    | Kazuki Tokudome (5-1-1)         | KO (wysokie kopnięcie i ciosy pięściami) | 1     | 3:24 | KSW 14: Dzień Sądu              | 18.09.2010 | Łódź             | Ćwierćfinał turnieju wagi lekkiej |
| Wygrana   | 8-4    | Ivan Musardo (14-4)             | Decyzja (jednogłośna)                    | 3     | 5:00 | WFC 10: Night of Champions      | 27.03.2010 | Lublana          |                                   |
| Przegrana | 7-4    | Dean Amasinger (5-1)            | Poddanie (duszenie gilotynowe)           | 1     | 3:00 | KSW 12: Pudzianowski vs. Najman | 11.12.2009 | Warszawa         |                                   |
| Wygrana   | 7-3    | Dalibor Anastasov (8-1)         | Decyzja (jednogłośna)                    | 3     | 5:00 | WFC 8: D-Day                    | 18.04.2009 | Lublana          |                                   |
| Wygrana   | 6-3    | Bojan Kosednar (6-2)            | Decyzja (jednogłośna)                    | 3     | 5:00 | KSW 10: Dekalog                 | 12.12.2008 | Warszawa         |                                   |
| Wygrana   | 5-3    | Jędrzej Kubski (10-6)           | Decyzja (jednogłośna)                    | 2     | 5:00 | KSW Extra                       | 13.09.2008 | Dąbrowa Górnicza | Wygrał turniej wagi lekkiej       |
| Wygrana   | 4-3    | Mariusz Pioskowik (0-0)         | TKO (ciosy pięściami)                    | 2     | 3:40 | KSW Extra                       | 13.09.2008 | Dąbrowa Górnicza | Półfinał turnieju wagi lekkiej    |
| Przegrana | 3-3    | Edwardas Norkeliunas (7-4-1)    | Decyzja (jednogłośna)                    | 3     | 3:00 | KSW 9                           | 09.05.2008 | Warszawa         |                                   |
| Wygrana   | 3-2    | Danny van Bergen (5-3-2)        | Poddanie (dźwignia na staw łokciowy)     | 1     | 1:12 | KSW Eliminacje 2                | 29.03.2008 | Wrocław          |                                   |
| Przegrana | 2-2    | Rafał Lasota (4-2)              | Poddanie (duszenie zza pleców)           | 1     | 3:25 | Gladiators Series               | 24.06.2007 | Tychy            |                                   |
| Wygrana   | 2-1    | Paweł Jóźwiak (5-1)             | Decyzja (jednogłośna)                    | 2     | 5:00 | KSW 7                           | 02.06.2007 | Warszawa         |                                   |
| Przegrana | 1-1    | Andre Luiz Leite (0-0)          | Poddanie (duszenie zza pleców)           | 2     | ?    | IMMAC 1: Attack                 | 04.11.2006 | Chicago          |                                   |
| Wygrana   | 1-0    | Artur Rezka (0-0)               | TKO (ciosy pięściami)                    | 1     | ?    | KSW 5                           | 03.06.2006 | Warszawa         | Debiut w zawodowym MMA            |

## Działalność zawodowa
Po zakończeniu wieloletniej kariery sportowej jako zawodnik sztuk walki, obecnie zajmuje się działalnością szkoleniową – jest współtwórcą AT System Group oraz fundatorem Fundacji AT-Systemgroup (AT-systemgroup.org). Organizuje i przeprowadza szkolenia zarówno grupowe jak i indywidualne w zakresie: sportów walki, self-defense, bezpieczeństwa osobistego, walki w bezpośrednim kontakcie również z użyciem narzędzi (nóż, pałka teleskopowa, kubotan) oraz Israeli Combat Shooting Defense.
Aktywnie udziela się jako wykładowca Uniwersytetu Warszawskiego oraz współpracownik klubu uczelnianego AZS UW. Jest oficjalnym trenerem kadry akademickiej UW karate.

## Kontrowersje
16 października 2013 pod koniec prowadzonego kursu z Krav Magi postrzelił kursanta w klatkę piersiową z legalnie posiadanej broni. Według świadków chciał zademonstrować jak obronić się przed osobą uzbrojoną w nóż.
Po gali KSW 15 Maciej Górski został wyrzucony z KSW za swoje nieodpowiednie zachowanie po zakończeniu walki z Niko Puhakka.